# 전국체육대회
전국체육대회(全國體育大會, National Sports Festival)은 대한민국에서 매년 개최되는 종합 스포츠 경기 대회이다. 줄여서 전국체전(全國體典)이라고 일컫기도 한다.
대한민국 17개 광역자치단체와 이북5도 및 재외동포를 대표하는 20,000여명의 선수들이 참여하며, 일반적으로 매년 10월에 시작하여 1주일 동안 진행된다. 개최지는 17개 광역자치단체 중에서 선정하고 경기 종목은 44개이다.

## 개요
대한체육회 주최로 대한체육회에 가입한 각 종목 경기 단체의 경기가 실시된다. 참가 자격은 대한민국의 국적을 가진 아마추어 선수로서, 각 지방에서 예선을 거쳐 종목별 경기 단체의 지방 지부에 등록된 선수로 제한된다. 경기 방법은 각 도별로 대항하여 1위, 2위, 3위 등 종합 시상을 하며, 그 밖에 해외동포 종합시상, 부별(고등부, 일반부) 종합시상, 모범 선수단상 등이 주어진다. 전국체육대회는 매년 열리도록 규정되어 있지만, 올림픽과 아시안 게임 등의 국제적인 스포츠 행사가 거행되는 해에는 변경할 수도 있다.

## 역사
전국체육대회는 1919년 3.1 운동의 정신을 본받아 1920년 7월 13일에 조선체육회가 창설된 후의 첫 행사로서 11월에 배재고보운동장에서 거행한 '제1회 전조선야구대회'를 그 시작으로 본다.

### 일제강점기
1925년에는 종합경기대회가 본격적으로 개최되었다. 경성운동장(동대문운동장)이 세워지고, 이를 기념하여 이른바 조선신관경기대회가 마련되었다. 그러나, 이 대회는 일본인에 의해 준비되고 운영되었기 때문에, 진정한 한민족의 체육대회는 1934년 조선체육회 창립 15주년을 기념하여 개최된 전조선종합경기대회라고 할 수 있다. 하지만, 1938년 조선체육회가 강제 해산당하고 민족체육이 억압당함으로써 전조선경기대회는 제18회 대회를 마지막으로 중단되었다.

### 해방 이후
1945년 8월 15일 광복과 더불어 그해 11월에 조선체육대회가 부활하자, 곧이어 12월 초겨울에 자유해방 경축 전국종합경기대회를 열었는데, 이 대회가 제26회 전국체육대회가 된다. 1950년 한국전쟁이 발발하자 제31회 대회는 중지되고 말았다. 이후 1951년 체육인들의 굳센 의지와 집념 속에 제32회 대회를 광주에서 개최하였으며, 1955년의 제36회 전국체육대회 때부터 성화가 등장했다. 1970년 태능 국제수영장의 개장과 함께 제51회 대회부터 하계대회(수영, 조정)를 추계대회로 통합하고, 1972년의 제53회 서울대회 때 초등학교부와 중학교부를 분리시켜 전국소년체육대회를 별도로 개최하게 되었다.

### 아시안 게임과 올림픽 게임
1980년대에 이르자 1986년 아시안 게임과 1988년 서울 올림픽을 개최하여 스포츠선진국으로 발돋움하는 계기를 조성하였다. 대한민국은 86아시안게임에서 종합 2위, 88서울올림픽에서는 종합 4위를 차지하여 경기면에서도 체육선진국에 진입하였다.

### 1990년대 이후
제76회 전국체육대회는 지방 중소도시에서 개최하여 때마침 본격적으로 시작된 지방자치제의 의미를 살리는 계기가 되었다. 1996년 제77회 전국체육대회 때는 체전 사상 처음으로 ‘달곰이’라는 마스코트가 선을 보였고, 1997년 제78회 전국체육대회는 울산광역시가 새로운 시도지부로 참가하여 16개 시도가 우승을 다투었다. 1998년 제주전국체전은 역사상 가장 성공적인 서울올림픽 개최 10주년을 기념하는 대회로, 20,000여 명의 국내 및 해외동포 선수들이 참가하여 일대 성황을 이루었다. 2003년도의 제84회 전북전국체전에서는 16개 시도 대표와 해외동포 등 22,330명의 선수들이 참가한 가운데 2003년 10월 10일부터 7일간 열려 경기도가 1위를 차지했다.

### 2020년대 이후
대한민국의 코로나19 범유행의 여파로 인하여 2020년 개최된 제101회 전국동계체육대회의 개회식과 폐회식이 취소되고, 오찬으로 대체되었다. 또한 2020년에 열릴 예정이었던 제101회 전국체육대회도 1년 정도 연기되었다.

## 성화채화식
성화채화식은 매년 10월 3일 개천절에 인천광역시 강화군 마니산 참성대에서 채화한다.

## 개회식
전국체육대회 개회식은 주경기장에서 치르는 것이 원칙이다.
개회식은 식전공연, 대통령 및 귀빈 입장, 개식 선언, 선수단 입장, 국민의례, 애국가 제창, 순국 선열 및 호국 영령에 대한 묵념, 개회 선언, 환영사, 대회기 게양, 대회사, 기념사, 선수 및 심판 대표 선서, 성화맞이 공연, 성화 점화 순으로 진행된다.
선수단 입장은 차기 개최지가 먼저 입장하고 개최지가 마지막에 입장한다. 개회 선언은 문화체육관광부 장관이 개회를 선언하는 것이 원칙이며, 체육대회가에 맞춰 대회기가 게양된다. 대통령이 기념사를 하고 선수대표 2명과 심판대표 1명이 나와서 선서를 한다.
이어 성화주자 4명이 나와서 봉송을 한 뒤 최종 점화자에 의해서 성화가 점화된다.

## 체육대회가
우리 나라 전국 체육대회를 찬양하고 스포츠 정신을 앙양함과 아울러 경기 기록 향상을 추구하기 위하여 대한체육회가 제정한 것으로 윤석중(尹石重) 작사, 김순애(金順愛) 작곡(후에 김희조 편곡)으로 되어 있다. 제30회(1949년) 전국 체육 대회 때부터 개회식의 대회기 게양과 함께 합창단에 의하여 합창하게 되었다.
[가사]
떨치자 세상에 우리의 의기를
펼치자 세상에 우리의 슬기를
조국의 명예를 짊어진 우리들
다리는 가볍고 맡은 짐 무겁다
보아라 우리는 젊고 씩씩한 모습
아아 대한민국 체육대회

## 폐회식
전국체육대회 폐회식은 일주일 전 개회식이 열렸던 곳에서 치르는 것이 원칙이다.
폐회식은 식전공연, 귀빈 입장, 개식 선언, 선수단 입장, 국민의례, 성적 발표, 종합 시상 및 종목별 시상, 공로패 전달, 기념공연, 환송사, 대회기 강하, 대회기 이양, 차기 개최지 홍보영상 및 문화공연, 폐회사, 폐회 선언, 성화 소화, 식후공연 순으로 진행된다.
선수단 입장은 구분없이 입장한다. 종합시상은 시.도별 종합 시상, 해외동포, 고등학교부, 성취상, 모범선수단상, 경기단체질서상, 최우수 선수상 순으로 진행된다. 시.도별 종합 1위는 시.도별 노래에 맞춰 시.도기가 게양된다. 최우수 선수상은 한국체육기자연맹소속 기자들의 투표로 의해 선정된다. 승리의 노래에 맞춰 대회기가 강하된다. 이어 차기 개최지에 대회기를 이양하고, 차기 개최지의 문화공연이 이어진다. 폐회 선언은 시.도 교육감이 폐회를 선언한다.

## 승리의 노래
우리 나라 전국 체육대회의 성공개최를 기념하고 열심히 싸워준 참가 선수단의 무궁한 영광을 위하여 대한 체육회가 제정한 것으로 전국체육대회의 폐회식의 대회기 강하와 함께 합창단에 의하여 합창하게 되었다.
작사 : 김상권 / 작곡 : 김희조

## 기타 전국규모의 체육대회
관련된 연중 전국대회는 다음과 같다:
- 전국소년체육대회
- 전국동계체육대회
- 전국장애인체육대회
- 전국장애학생체육대회
- 전국생활체육대축전
- 전국동계생활체육대축전

## 역대 대회
- 대한체육회 전국체육대회 연혁[4] 1950년은 한국 전쟁, 2020년은 대한민국의 코로나19 범유행의 여파로 인해 개최되지 않았다.

| 회차  | 년도   | 날짜        | 장소             | 성적                         | 비고 |
| ----- | ------ | ----------- | ---------------- | ---------------------------- | --- |
| 1회   | 1920년 | 11/4 ~ 11/6 | 경성부           |                              | 조선체육회 주최 단일 종목 전국 대회(야구) |
| 2회   | 1921년 | 종목별      | 경성부           |                              | 야구, 정구, 축구 3개 종목 개별 개최 |
| 3회   | 1922년 | 종목별      | 경성부           |                              | 야구, 정구, 축구 3개 종목 개별 개최 |
| 4회   | 1923년 | 종목별      | 경성부           |                              | 야구, 정구, 축구 3개 종목 개별 개최 |
| 5회   | 1924년 | 종목별      | 경성부           |                              | 육상, 야구, 정구, 축구 4개 종목 개별 개최 |
| 6회   | 1925년 | 종목별      | 경성부           |                              | 육상, 야구, 정구, 축구 4개 종목 개별 개최 |
| 7회   | 1926년 | 종목별      | 경성부           |                              | 야구, 정구, 축구 3개 종목 개별 개최 |
| 8회   | 1927년 | 종목별      | 종목별로 상이함  |                              | |
| 9회   | 1928년 | 종목별      | 종목별로 상이함  |                              | |
| 10회  | 1929년 | 종목별      | 종목별로 상이함  |                              | |
| 11회  | 1930년 | 종목별      | 종목별로 상이함  |                              | |
| 12회  | 1931년 | 종목별      | 종목별로 상이함  |                              | |
| 13회  | 1932년 | 종목별      | 종목별로 상이함  |                              | |
| 14회  | 1933년 | 종목별      | 종목별로 상이함  |                              | |
| 15회  | 1934년 | 11/02~11/05 | 경성운동장       |                              | 종합경기대회방식 채택 |
| 16회  | 1935년 | 10/22~10/26 | 경성운동장       |                              | |
| 17회  | 1936년 | 09/06~10/?? | 경성운동장       |                              | |
| 18회  | 1937년 | 09/08~10/?? | 경성운동장       |                              | |
| 26회  | 1945년 | 10/27~10/30 | 경성부           |                              | 조선종합경기대회라는 이름으로 실시, 해방후 첫경기로 남북한 모두 참가 |
| 27회  | 1946년 | 10/16~10/20 | 서울특별자유시   |                              | 군정으로 러취(미)장관참관, 학생체육이 두드러지게 활기띰, 조선올림픽대회, KOC발족                                                                                             |
| 28회  | 1947년 | 10/13~10/19 | 서울특별자유시   |                              | 전국체육대회로 개칭 |
| 29회  | 1948년 | 10/20~10/26 | 서울특별자유시   |                              | 시도대항전 |
| 30회  | 1949년 | 10/15~10/23 | 서울특별시       | 1위 서울, 2위 경남, 3위 경기 | 체육대회가 제정 (윤석중 작사 김순애 작곡), 김희조씨가 다시 편곡 |
| 32회  | 1951년 | 10/27~10/31 | 전라남도 광주시  | 1위 전남, 2위 경남, 3위 경북 | 한국전쟁으로 인한 지방 개최 |
| 33회  | 1952년 | 10/18~10/24 | 서울특별시       | 1위 서울, 2위 경북, 3위 경남 | 전방은 전쟁중 영호남선 특별열차 운행으로 선수수송 |
| 34회  | 1953년 | 10/17~10/22 | 서울특별시       | 1위 서울, 2위 경북, 3위 전남 | 대한체육회 사단법인화 (대회헌장 및 심판규정 제정), 재일동포 선수단 출전(축구종목)                                                                                            |
| 35회  | 1954년 | 10/19~10/25 | 서울특별시       | 1위 서울, 2위 경북, 3위 경남 | |
| 36회  | 1955년 | 10/15~10/22 | 서울특별시       | 1위 서울, 2위 경남, 3위 경기 | 최초 성화봉송(최종주자 손기정) |
| 37회  | 1956년 | 10/03~10/09 | 서울특별시       | 1위 서울, 2위 경남, 3위 경북 | 미식축구를 종목에서 제외 |
| 38회  | 1957년 | 10/18~10/24 | 경상남도 부산시  | 1위 서울, 2위 경남, 3위 경북 | 전국체육대회 지방순회의 효시, 근대마스게임 최초 실시 |
| 39회  | 1958년 | 10/03~10/09 | 서울특별시       | 1위 서울, 2위 경남, 3위 경북 | 전국체전이 범국민축제가 되는 계기 |
| 40회  | 1959년 | 10/03~10/09 | 서울특별시       | 1위 서울, 2위 경남, 3위 경북 | 체육주간 최초실시, 체육전시회 개최 |
| 41회  | 1960년 | 10/10~10/16 | 충청남도 대전시  | 1위 서울, 2위 경남, 3위 경북 | 경기 채점 규정 실시 |
| 42회  | 1961년 | 10/11~10/15 | 서울특별시       | 1위 서울, 2위 경남, 3위 전남 | |
| 43회  | 1962년 | 10/24~10/29 | 경상북도 대구시  | 1위 서울, 2위 전남, 3위 경북 | 대회규정 및 채점규정 개정 |
| 44회  | 1963년 | 10/04~10/09 | 전라북도 전주시  | 1위 서울, 2위 전남, 3위 경북 | 대통령배 기증, 태수도(태권도)종목 실시, 민박 실시 |
| 45회  | 1964년 | 09/03~09/08 | 경기도 인천시    | 1위 서울, 2위 경기, 3위 부산 | 채점규정, 경기심판 규정, 대회규정을 대폭 개편 |
| 46회  | 1965년 | 10/05~10/10 | 전라남도 광주시  | 1위 서울, 2위 전남, 3위 경기 | 선수참가 규정 개정, 재일동포선수단의 단독출전 규정 명문화, 개회식때 관중혼잡으로 14명 희생됨                                                                                 |
| 47회  | 1966년 | 10/10~10/15 | 서울특별시       | 1위 서울, 2위 충북, 3위 전남 | 입장상제도 실시, 대한 체육회가 직접 경기 운영 주관, 대회구호 처음 사용 |
| 48회  | 1967년 | 10/05~10/10 | 서울특별시       | 1위 서울, 2위 경북, 3위 경기 | 참가요강 개정(군인문제 다룸), 대회구호 변경, 카드섹션 실시 |
| 49회  | 1968년 | 09/12~09/17 | 서울특별시       | 1위 경북, 2위 서울, 3위 전남 | 고체성화 및 대통령 입장상배 신설, 모범선수단상 실시, 대회구호 변경, 대통령 입장상 직접 수여                                                                                  |
| 50회  | 1969년 | 10/28~11/02 | 서울특별시       | 1위 서울, 2위 경북, 3위 경기 | 이북5도승인(표지판 입장), 성화 전국일주 봉송 |
| 51회  | 1970년 | 10/06~10/11 | 서울특별시       | 1위 경북, 2위 서울, 3위 전남 | 시도별 자매결연으로 전국적인 화합의 기틀다짐, 굳센체력, 알찬단결, 빛나는 전진을 현 전국체전 구호로 변경                                                                      |
| 52회  | 1971년 | 10/08~10/13 | 서울특별시       | 1위 서울, 2위 경북, 3위 경기 | 참가신청서 사전열람제 신설(4일간) |
| 53회  | 1972년 | 10/06~10/11 | 서울특별시       | 1위 서울, 2위 부산, 3위 경북 | 재미동포 22명참가, 소년체전이 별도 신설됨 |
| 54회  | 1973년 | 10/12~10/17 | 부산직할시       | 1위 서울, 2위 부산, 3위 경기 | 본적지 참가 규정 적용(일반부) |
| 55회  | 1974년 | 10/08~10/13 | 서울특별시       | 1위 서울, 2위 전북, 3위 경기 | |
| 56회  | 1975년 | 10/07~10/12 | 경상북도 대구시  | 1위 서울, 2위 경북, 3위 경기 | 실업팀규정 완화, 참가신청서 확대 배포 |
| 57회  | 1976년 | 10/12~10/17 | 부산직할시       | 1위 서울, 2위 경기, 3위 경북 | 실업팀규정(76.5.31)현재등록팀에 한해 참가자격부여 |
| 58회  | 1977년 | 10/10~10/15 | 전라남도 광주시  | 1위 경기, 2위 서울, 3위 전북 | 재독일 선수단 참가(임원17, 선수 18), 재캐나다 선수단 참가(임원 12, 선수19)                                                                                                   |
| 59회  | 1978년 | 10/12~10/17 | 경기도 인천시    | 1위 경기, 2위 서울, 3위 충남 | 재사우디아라비아 참가 (임원8, 선수18) |
| 60회  | 1979년 | 10/12~10/17 | 충청남도         | 1위 서울, 2위 경기, 3위 충남 | 최우수선수상, 메달가산채점제, 재쿠웨이트, 재홍콩교민 참가 |
| 61회  | 1980년 | 10/08~10/13 | 전라북도         | 1위 경기, 2위 서울, 3위 전남 | 분산 개최 최초 실시, 보디섹션실시, 입장상 폐지 |
| 62회  | 1981년 | 10/10~10/15 | 서울특별시       | 1위 서울, 2위 전남, 3위 충남 | 대구,인천이 직할시 승격 후 첫 참가, 재스웨덴교포 참가, 올림픽유치로 국민적 축제분위기                                                                                        |
| 63회  | 1982년 | 10/14~10/19 | 경상남도         | 1위 서울, 2위 전남, 3위 경남 | 재괌교포 선수단 참가, 해외동포서수 별도 종합순위제 실시, 질서체전 |
| 64회  | 1983년 | 10/06~10/11 | 인천직할시       | 1위 서울, 2위 전남, 3위 충남 | 직할시 승격 후 첫 개최, 모범선수단상을 질서상으로 변경, 입장식때 자유로운 보법으로 행진, 성취상제정, 경기운영의 전산화                                                       |
| 65회  | 1984년 | 10/11~10/16 | 대구직할시       | 1위 서울, 2위 전남, 3위 충남 | 직할시 승격 후 첫 개최, 입장상 부활, 올림픽 경기종목 시범종목으로 채택 |
| 66회  | 1985년 | 10/10~10/15 | 강원도           | 1위 서울, 2위 전남, 3위 부산 | 올림픽, 아시안게임정식종목, 선수촌 아파트 운영, 카드섹션 입체화면 연출 |
| 67회  | 1986년 | 06/20~06/25 | 서울, 경기, 충남 | 1위 경기, 2위 전남, 3위 충남 | 광주직할시가 직할시 승격분리 후 첫 참가, 86 아시안게임 예행연습, 골프정식종목 채택                                                                                           |
| 68회  | 1987년 | 10/13~10/18 | 광주직할시       | 1위 서울, 2위 경기, 3위 부산 | 직할시 승격 후 첫 개최, KAIST가 자체개발한 전산시스템(GIONS)으로 경기결과 신속 처리, 부별종합 시상제 실시                                                                    |
| 69회  | 1988년 | 05/09~05/22 | 전국 일원        |                              | 종목별 전국규모대회와 겸하여 개최, 종목별 종합시상만 실시 |
| 70회  | 1989년 | 09/26~10/01 | 경기도           | 1위 경기, 2위 서울, 3위 경남 | 대전직할시가 직할시 승격분리 후 첫 참가, 세계한민족 체육대회와 동시 개회식 거행, 입장상 폐지, 질서상을 모범선수단상으로 변경, 관중섹션연출                                   |
| 71회  | 1990년 | 10/15~10/21 | 충청북도         | 1위 서울, 2위 경기, 3위 충북 | 해외동포 별도 경기 신설, 충청북도 전지역 성화봉송, 보디빌딩 시범종목 채택 |
| 72회  | 1991년 | 10/07~10/13 | 전라북도         | 1위 경기, 2위 서울, 3위 전북 | 전라북도 일원 지역 분산개최, 전라북도 전지역 성화봉송, 보디빌딩 정식종목 채택                                                                                                |
| 73회  | 1992년 | 10/10~10/16 | 대구직할시       | 1위 서울, 2위 경기, 3위 대구 | 1992 바르셀로나 올림픽 영광의 메달리스트 개회식행진, 일반시민(주부)으로 구성된 건강체조 최초 시연, 수중자유참가 종목 채택                                                    |
| 74회  | 1993년 | 10/11~10/17 | 광주직할시       | 1위 경기, 2위 서울, 3위 전북 | 문민정부 출범후 최초의 민족체전으로 민족화합 도모, 직할시 승격후 2번째 개최, 우슈 시범종목 채택                                                                              |
| 75회  | 1994년 | 10/27~11/02 | 대전직할시       | 1위 경기, 2위 서울, 3위 대전 | 직할시 승격(1989년)후 최초개최, 국악의 해를 맞이하여 공개행사 국악행사 접목 실시, 사전경기실시하여 대회규모 비대화 방지                                                      |
| 76회  | 1995년 | 10/02~10/08 | 경상북도         | 1위 서울, 2위 경기, 3위 경북 | 지방 중소도시 최초 개최, 1975년 제56회 체전 개최후 20년만의 개최, 대구광역시 분리후 처음 개최, 광복 50주년 기념                                                              |
| 77회  | 1996년 | 10/07~10/13 | 강원도           | 1위 경기, 2위 서울, 3위 강원 | 1985년 제66회 체전 개최후 11년만의 개최, 대회마스코트(달곰이) 최초 채택, 최우수선수상 수여자 명의 변경                                                                       |
| 78회  | 1997년 | 10/08~10/13 | 경상남도         | 1위 경기, 2위 서울, 3위 경남 | 1982년 제63회 체전 개최 후 15년만의 개최, 전국체육대회 최초의 야간 개회식 실시, 울산광역시 승격으로 15개 시도에서 16개 시도 참가, 우슈 정식종목 채택                         |
| 79회  | 1998년 | 09/25~10/01 | 제주도           | 1위 경기, 2위 서울, 3위 충남 | 체전최초개최(1984년 제13회 전국소년체육대회개최), 서울 올림픽 10주년 기념 및 올림픽성화 제주도 첫 기착 기념, 특수 시설종목의 수도권 지역 분산개최로 절약체전 지향            |
| 80회  | 1999년 | 10/11~10/17 | 인천광역시       | 1위 경기, 2위 서울, 3위 인천 | 1983년 제64회 대회 개최 이후 16년만의 개최, 대회 경기결과 등의 인터넷 정보 제공                                                                                              |
| 81회  | 2000년 | 10/12~10/18 | 부산광역시       | 1위 경기, 2위 서울, 3위 부산 | 1976년 제57회 대회 개최 이후 24년만의 개최, 2002년 부산아시안게임의 성공적 개최 기반 조성                                                                                    |
| 82회  | 2001년 | 10/10~10/16 | 충청남도         | 1위 충남, 2위 서울, 3위 경기 | 1979년 이후 21년만의 개최(충남, 대전 분리 후 처음 개최), 특수 시설종목의 분산개최로 절약체전 지향                                                                            |
| 83회  | 2002년 | 11/09~11/15 | 제주도           | 1위 경기, 2위 서울, 3위 충남 | 1998년도 제79회 대회 개최 이후 4년만에 개최, 특수시설 종목의 분산개최로 절약체전 지향                                                                                        |
| 84회  | 2003년 | 10/10~10/16 | 전라북도         | 1위 경기, 2위 서울, 3위 전북 | 1991년 제72회 대회개최 이후 12년만의 개최, 대회마스코트(신명이) 채택, 전시종목 실시(산악, 바둑), 체전사상 도핑 및 후원사 실시                                                |
| 85회  | 2004년 | 10/08~10/14 | 충청북도         | 1위 경기, 2위 서울, 3위 충북 | |
| 86회  | 2005년 | 10/14~10/20 | 울산광역시       | 1위 경기, 2위 서울, 3위 경북 | 광역시 승격 이후 첫 개최 |
| 87회  | 2006년 | 10/17~10/23 | 경상북도         | 1위 경기, 2위 경북, 3위 서울 | |
| 88회  | 2007년 | 10/08~10/14 | 광주광역시       | 1위 경기, 2위 서울, 3위 광주 | |
| 89회  | 2008년 | 10/10~10/16 | 전라남도         | 1위 경기, 2위 서울, 3위 전남 | |
| 90회  | 2009년 | 10/20~10/26 | 대전광역시       | 1위 경기, 2위 서울, 3위 대전 | 2009년 인플루엔자 범유행의 여파로 인하여 위생 및 보건 향상 강화 |
| 91회  | 2010년 | 10/06~10/12 | 경상남도         | 1위 경기, 2위 경남, 3위 서울 | |
| 92회  | 2011년 | 10/06~10/12 | 경기도           | 1위 경기, 2위 서울, 3위 경남 | 사상 최초로 경기장이 아닌 일산호수공원에서 개폐막식 진행 |
| 93회  | 2012년 | 10/11~10/17 | 대구광역시       | 1위 경기, 2위 대구, 3위 서울 | |
| 94회  | 2013년 | 10/18~10/24 | 인천광역시       | 1위 경기, 2위 서울, 3위 인천 | |
| 95회  | 2014년 | 10/28~11/3  | 제주특별자치도   | 1위 경기, 2위 서울, 3위 경남 | |
| 96회  | 2015년 | 10/16~10/22 | 강원도           | 1위 경기, 2위 강원, 3위 서울 | |
| 97회  | 2016년 | 10/7~10/13  | 충청남도         | 1위 경기, 2위 충남, 3위 서울 | |
| 98회  | 2017년 | 10/20~10/26 | 충청북도         | 1위 경기, 2위 충북, 3위 서울 | |
| 99회  | 2018년 | 10/12~10/18 | 전라북도         | 1위 경기, 2위 서울, 3위 전북 | |
| 100회 | 2019년 | 10/04~10/10 | 서울특별시       | 1위 서울, 2위 경기, 3위 경북 | |
| 102회 | 2021년 | 10/08~10/14 | 경상북도         | 종합순위 없음                | 원래 경상북도가 2020년도에 101회 전국체육대회를 개최할 예정이었으나, 코로나19 범유행의 여파로 취소되고 1년 연기되어 2021년도에 그대로 경북에서 개최됨. 고등부 경기만 시행함. |
| 103회 | 2022년 | 10/07~10/13 | 울산광역시       | 1위 경기, 2위 서울, 3위 경북 | |
| 104회 | 2023년 | 10/13~10/19 | 전라남도         | 1위 경기, 2위 서울, 3위 경북 | |
| 105회 | 2024년 | 10/11~10/17 | 경상남도         | 1위 경기, 2위 경남, 3위 서울 | |
| 106회 | 2025년 | 10/17~10/23 | 부산광역시       |                              | |
| 107회 | 2026년 |             | 제주특별자치도   |                              | |
| 108회 | 2027년 |             | 경기도           |                              | |

## 대회 결과
| 제지역         | 1위  | 2위  | 3위  |
| -------------- | ---- | ---- | ---- |
| 서울특별시     | 34회 | 25회 | 3회  |
| 경기도         | 26회 | 7회  | 10회 |
| 경상북도       | 2회  | 8회  | 12회 |
| 전라남도       | 1회  | 6회  | 7회  |
| 충청남도       | 1회  | 1회  | 7회  |
| 경상남도       | ·    | 10회 | 6회  |
| 부산광역시     | ·    | 2회  | 6회  |
| 전북특별자치도 | ·    | 1회  | 4회  |
| 충청북도       | ·    | 1회  | 2회  |
| 대구광역시     | ·    | 1회  | 1회  |
| 대전광역시     | ·    | ·    | 2회  |
| 강원특별자치도 | ·    | ·    | 1회  |
| 광주광역시     | ·    | ·    | 1회  |
| 인천광역시     | ·    | ·    | 2회  |
| 울산광역시     | ·    | ·    | ·    |
| 제주도         | ·    | ·    | ·    |

2013년 기준

## 같이 보기
- 전국동계체육대회
- 전국소년체육대회
- 전국생활체육대축전
- 전국동계생활체육대축전
- 전국장애인체육대회
- 전국장애인동계체육대회
- 전국장애학생체육대회